# (4965) Takeda
(4965) Takeda (1981 EP28) – planetoida z pasa głównego asteroid okrążająca Słońce w ciągu 4,99 lat w średniej odległości 2,92 j.a. Odkryta 6 marca 1981 roku.